# Zorin OS
Zorin OS é uma distribuição do sistema operacional Linux baseada no Ubuntu. Está principalmente orientada a usuários novatos em Linux, porém familiarizados com sistemas operacionais Windows. Utiliza ambientes de desktop GNOME na maior parte de suas versões e Xfce em sua versão Lite, que é voltada a computadores antigos ou limitados.
Esta distribuição tenta fornecer ao usuário, desde o primeiro momento, uma interface gráfica similar aos sistemas Windows, junto com um determinado grau de compatibilidade com tais sistemas através da utilização do WINE. Adicionalmente oferece uma série de pequenas ferramentas próprias as quais simplificam algumas configurações relacionadas, como por exemplo, com a interface gráfica e/ou seleção do software.

## Versões
Possui várias versões:
- Zorin OS Core é a versão gratuita principal, que assim como a versão Pro da distribuição, tem foco tanto no público consumidor quanto o corporativo.
- Zorin OS Lite é a versão gratuita destinada a computadores mais antigos ou com especificações técnicas mais limitadas. (Observação: A versão Lite do Zorin OS está prestes a ser descontinuada, ela já não está dipsonível para download, mas pode ser baixada via os mirrors do Zorin OS. Ela será descontinuada totalmente no Zorin OS 19.)
- Zorin OS Education é uma versão gratuita focada em estudantes e professores, com apps focados em educação.
- Zorin OS Pro é versão completa com jogos, aplicativos para negócios e produção e consumo de multimídia, com mais opções de personalização, é uma versão paga focada tanto no público empresarial e governamental, quanto no consumidor, ela substitui a versão Ultimate.

## Lançamentos
A seguir listam-se as datas de lançamentos:
| Versão                            | Data                    |
| --------------------------------- | ----------------------- |
| 1.0                               | 1 de julho de 2009      |
| Limited Edition '09 (2.0 Preview) | 7 de dezembro de 2009   |
| 2.0                               | 1 de janeiro de 2010    |
| 3.0                               | 10 de junho de 2010     |
| 4.0                               | 22 de dezembro de 2010  |
| 5.0                               | 6 de junho de 2011      |
| 5.1                               | 9 de fevereiro de 2012  |
| 5.2                               | 23 de março de 2012     |
| 6.0                               | 18 de junho de 2012     |
| 6.1                               | 25 de agosto de 2012    |
| 6.2 Lite                          | 15 de fevereiro de 2013 |
| 7.0 Lite                          | 9 de junho de 2013      |
| 8.0                               | 27 de janeiro de 2014   |
| 9.0                               | 15 de julho de 2014     |
| 10.0                              | 1 de agosto de 2015     |
| 11.0                              | 3 de fevereiro de 2016  |
| 12.0                              | 18 de novembro de 2016  |
| 12.1                              | 27 de fevereiro de 2017 |
| 12.2                              | 8 de setembro de 2017   |
| 12.3                              | 16 de março de 2018     |
| 12.4                              | 13 de setembro de 2018  |
| 15                                | 8 de junho de 2019      |
| 15.2                              | 5 de março de 2020      |
| 15.3                              | 8 de setembro de 2020   |
| 16                                | 17 de agosto de 2021    |
| 16.1                              | 10 de março de 2022     |
| 16.2                              | 27 de outubro de 2022   |
| 16.3                              | 27 de julho de 2023     |
| 17.0                              | 20 de dezembro de 2023  |
| 17.1                              | 7 de março de 2024      |

## Usos
A cidade italiana de Vicenza usa o Zorin OS em vez do Windows em cerca de 900 computadores desde abril de 2016. Portanto, os usuários tiveram a surpresa positiva que o Zorin OS era semelhante ao Windows para usar. Da mesma forma, a "interface gráfica agradável" e a velocidade do sistema foram elogiadas. Até agora, a conversão foi neutra em termos de custo (incluindo configuração, otimização e treinamento). No longo prazo, no entanto, espera-se poupanças "consideráveis", porque os PCs podem ser usados por mais tempo. Além dos efeitos de economia, no entanto, o Zorin OS também deve fornecer benefícios adicionais de segurança, permitir um trabalho mais eficiente através de um melhor desempenho e tornar a transição uma decisão "política e ética".